# پرونده رشوه‌دهی استات‌اویل در ایران
پرونده رشوه‌دهی استات‌اویل در ایران یا رشوه استات‌اویل-رفسنجانی به تلاش شرکت نفتی نروژی استات‌اویل در سال‌های ۲۰۰۳ و ۲۰۰۴ برای تضمین بستن قراردادهای نفتی با استفاده از فساد سیاسی در ایران می‌پردازد. این رشوه به میزان ۱۵٫۲ میلیون دلار به شرکت مشاوره‌ای با مالکیت مهدی هاشمی رفسنجانی پرداخت شد. با وجود اینکه استات‌اویل در نروژ مجرم شناخته شده و در دادگاه محکوم شد، در ایران دادخواستی علیه رشوه‌گیرندگان ارائه نشد و موضوع مسکوت گذاشته شد. همچنین از این، یکی از نفرات کلیدی در این پرونده به نام عباس یزدان پناه از سال ۲۰۱۳ در دبی ناپدید شده و گفته می‌شود به ایران منتقل شده یا به قتل رسیده است.

## پیگیری پرونده
خبرگزاری فارس با انتشار مدارک مربوط به محکومیت شرکت‌های توتال و استات‌اویل به خاطر پرداخت رشوه به «یک مقام با نفوذ» دامنه فشار به فرزند هاشمی رفسنجانی را افزایش داده است. مهدی هاشمی در سال ۱۳۹۴ بدون اینکه جزئیات پرونده اعلام شود به اتهام  اختلاس، ارتشاء و مباحث امنیتی به ۱۰ سال زندان و نیز رد مال به مبلغ ۵ میلیون و ۲۰۰ هزار دلار و جزای نقدی معادل همین میزان محکوم شد.